# Encore Avenue
Encore Avenue est une chaîne de télévision canadienne payante de langue anglaise appartenant à Corus Entertainment, diffusant des films des années 1970 aux années 1990 sur deux canaux standards et un canal haute définition dans l'ouest canadien à partir de la frontière Ontario-Manitoba. Elle est souvent offerte dans le même forfait que Movie Central.
Le 1er mars 2016, elle est remplacée par son équivalent dans l'est canadien, The Movie Network Encore opéré par Bell Media.

## Historique
Après avoir obtenu une licence auprès du CRTC en juin 1994, Allarcom (une filiale de WIC) lance le service MovieMax! le 1er octobre 1994. En décembre 2000, Corus Entertainment fait l'acquisition de SuperChannel et MovieMax! à la suite de l'achat de WIC par Canwest. La chaîne change de nom pour Encore Avenue le 1er avril 2001.
Le 1er mars 2016, Corus ferme la chaîne. Elle est remplacée par son équivalent dans l'est canadien, The Movie Network Encore opéré par Bell Media.